# ブルヒャルト (テューリンゲン公)
ブルヒャルト（ドイツ語：Burchard, ? - 908年8月3日）は、テューリンゲン公。

## 生涯
892年にバーベンベルク家のポッポ2世がテューリンゲン公位を退いた後に公位についた。ポッポ2世が公位を退いた理由は不明である。ブルヒャルトはシュヴァーベンの出身とも考えられている。
908年にブルヒャルトは大軍を率いてマジャル人と戦った。8月3日にアイゼナハの戦いにおいて敗北し、ヴュルツブルク司教ルドルフ1世および東フランケン伯エギノとともに戦死した。
ブルヒャルト以降はテューリンゲン公の記録はないが、独立を保ち最終的に中世盛期に方伯領を形成した。
ブルヒャルトには、ブルヒャルトとバルドという2人の息子がいたが、913年にドイツ王ハインリヒ1世によりテューリンゲンから追放された。